# Proteină membranară

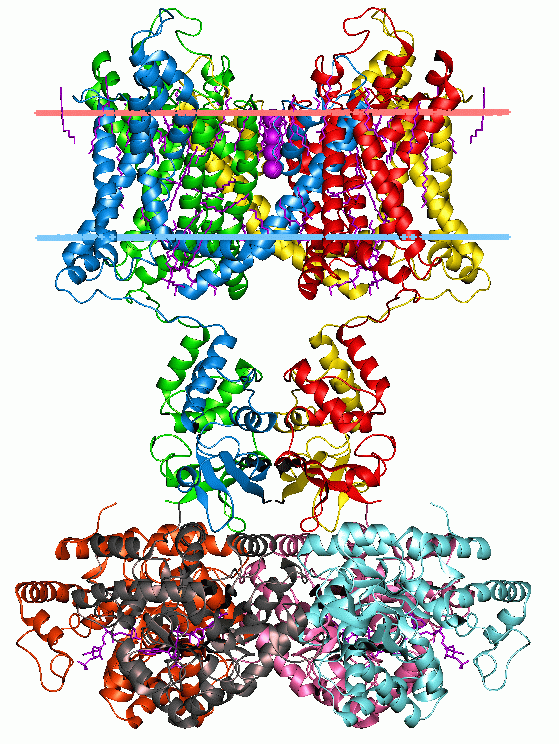
Canalul de potasiu Kv1.2, structura reprezentată în cadrul membranei. Limitele aproximative ale bistratului fosfolipidic sunt indicate prin linia roșie și albastră.

Proteinele membranare sunt o clasă de proteine frecvent întâlnite la nivelul membranelor celulare. Există mai multe categorii de proteine membranare, depinzând de localizarea acestora. Proteinele integrale fac parte din membrana celulară și pot penetra membrana (transmembranare) sau pot fi asociate cu o parte a membranei (integrale monotopice). Proteinele membranare periferice sunt asociate tranzitoriu cu membrana celulară.
Proteinele membranare sunt comune și extrem de importante în domeniul medical - aproximativ o treime din toate proteinele umane identificate sunt membranare, acestea fiind ținta pentru mai multe de jumătate dintre medicamentele utilizate terapeutic.